# 勝田拡幅
勝田拡幅（かつたかくふく）は、茨城県勝田市（現ひたちなか市）から那珂郡那珂町（現那珂市）にかけての国道6号の現道拡張事業である。

## 概要
1973年10月の、茨城町北部から勝田市南部にかけての水戸バイパス4車線化に続いて実施された。同拡幅事業の完成により、国道6号の茨城県央部は、茨城町から県都水戸市を経由して、那珂市まで4車線で供用されることとなったが、北部の日立、南部の石岡・土浦・牛久の慢性的な渋滞は続いている。

### 路線データ
- 起点：茨城県ひたちなか市市毛
- 終点：茨城県那珂市向山
- 延長：8.0km
- 車線数：4車線

## 歴史
- 1971年（昭和44年） - 事業着手。
- 1974年（昭和49年） - 3月供用開始。

## 交差する主な道路
- 茨城県道38号那珂湊那珂線
- 茨城県道172号額田南郷田彦線
- 茨城県道31号瓜連馬渡線

## 接続するバイパス
- 水戸バイパス